# Gołdap
Gołdap (en vieux-prussien : Galdape, en allemand : Goldap), est une petite ville polonaise de Varmie-Mazurie, autrefois en province de Prusse-Orientale.

## Galerie

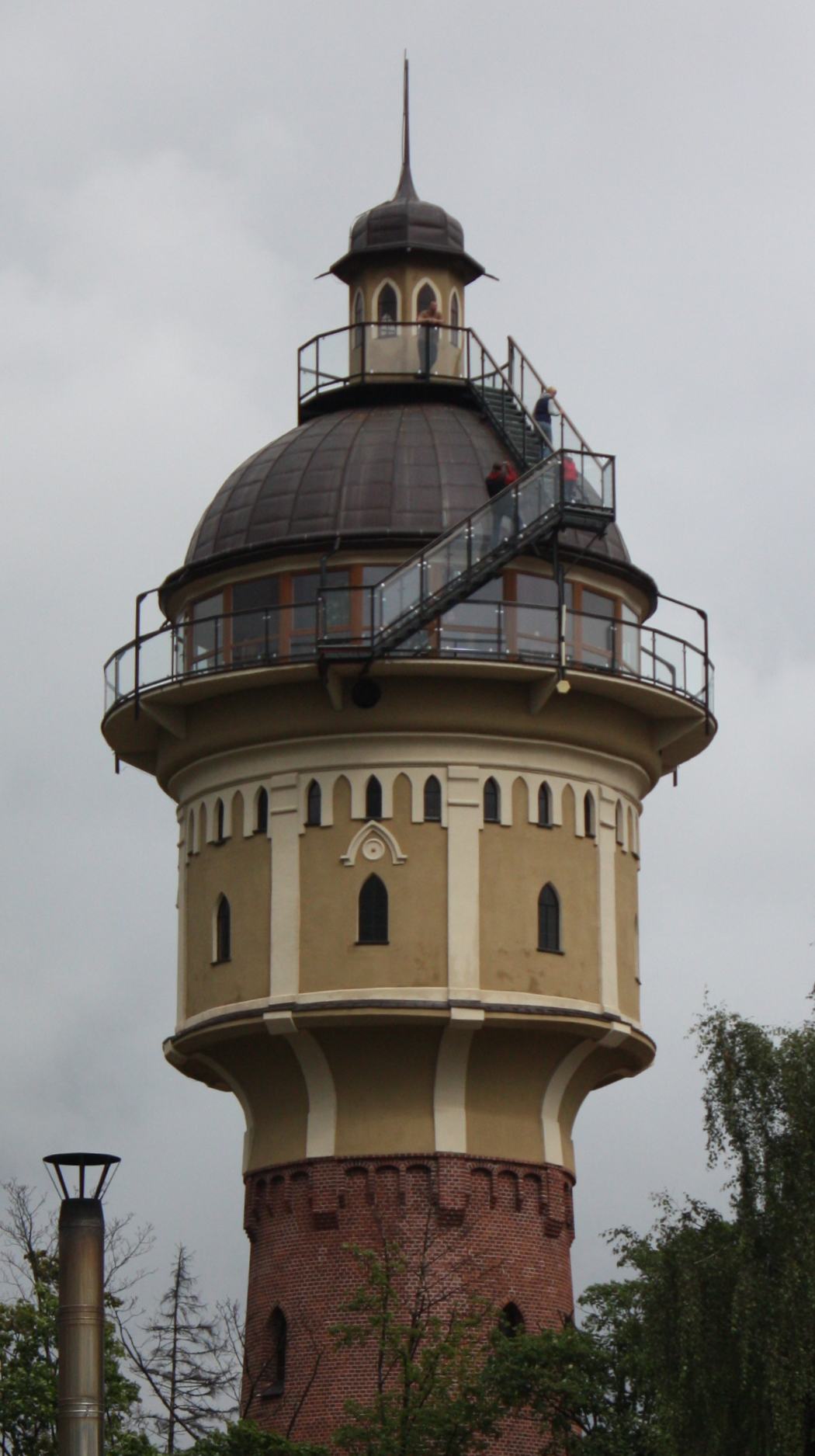
Le château d'eau
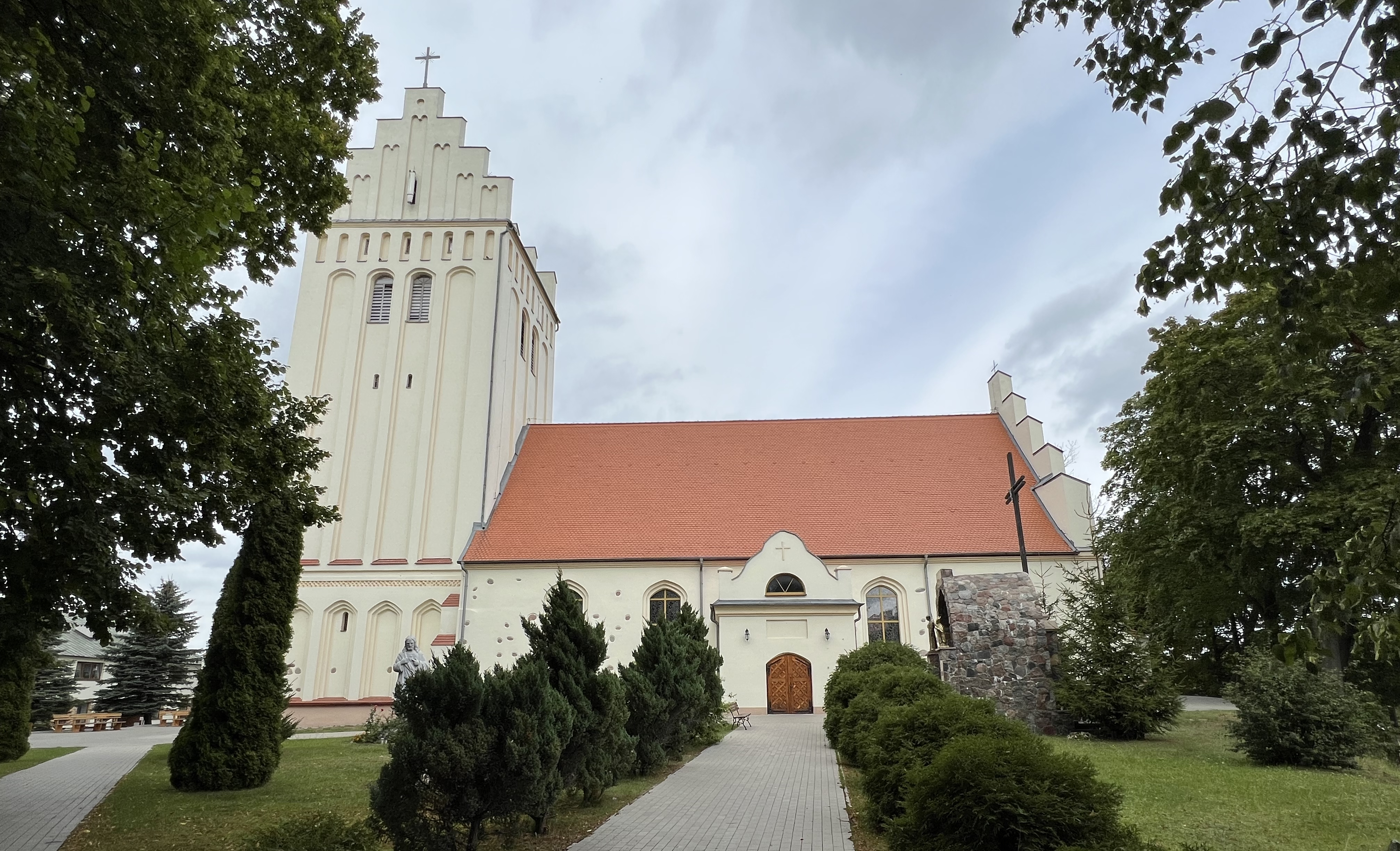
La cathédrale
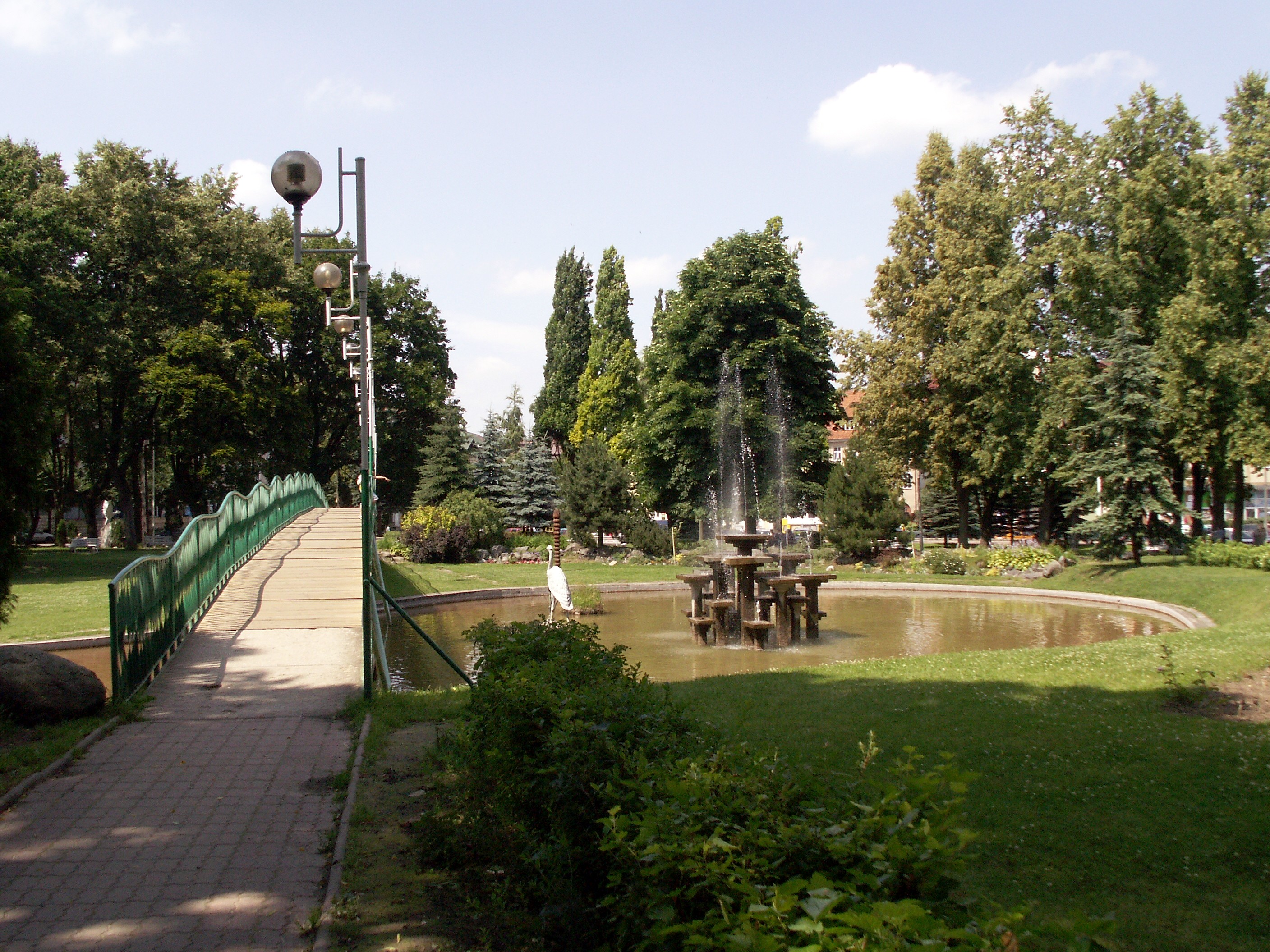
Jardin public
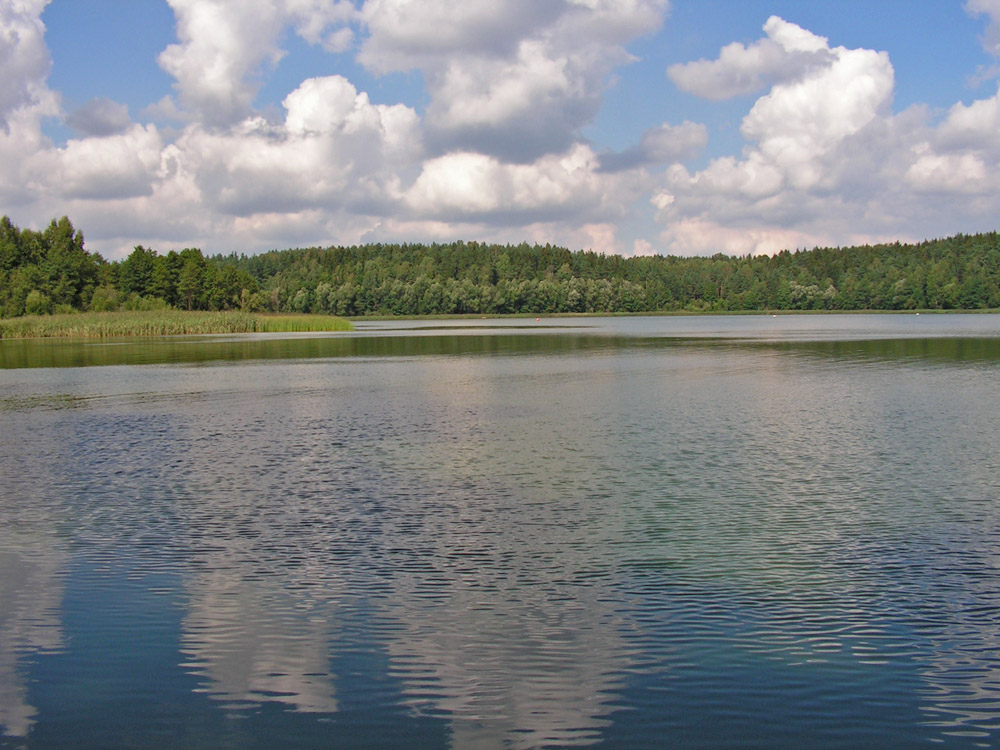
Le lac de Gołdap

## Géographie
La ville se trouve à 130 km au sud-est de Kaliningrad et à 200 km au sud-ouest de Vilnius, à la frontière de la Russie baltique (oblast de Kaliningrad). Gołdap tire son nom du fleuve du même nom et se trouve à proximité d'un réseau d'anciens fortins vieux-prussiens. Dans l'est du village se trouve le lac de Gołdap.

## Historique

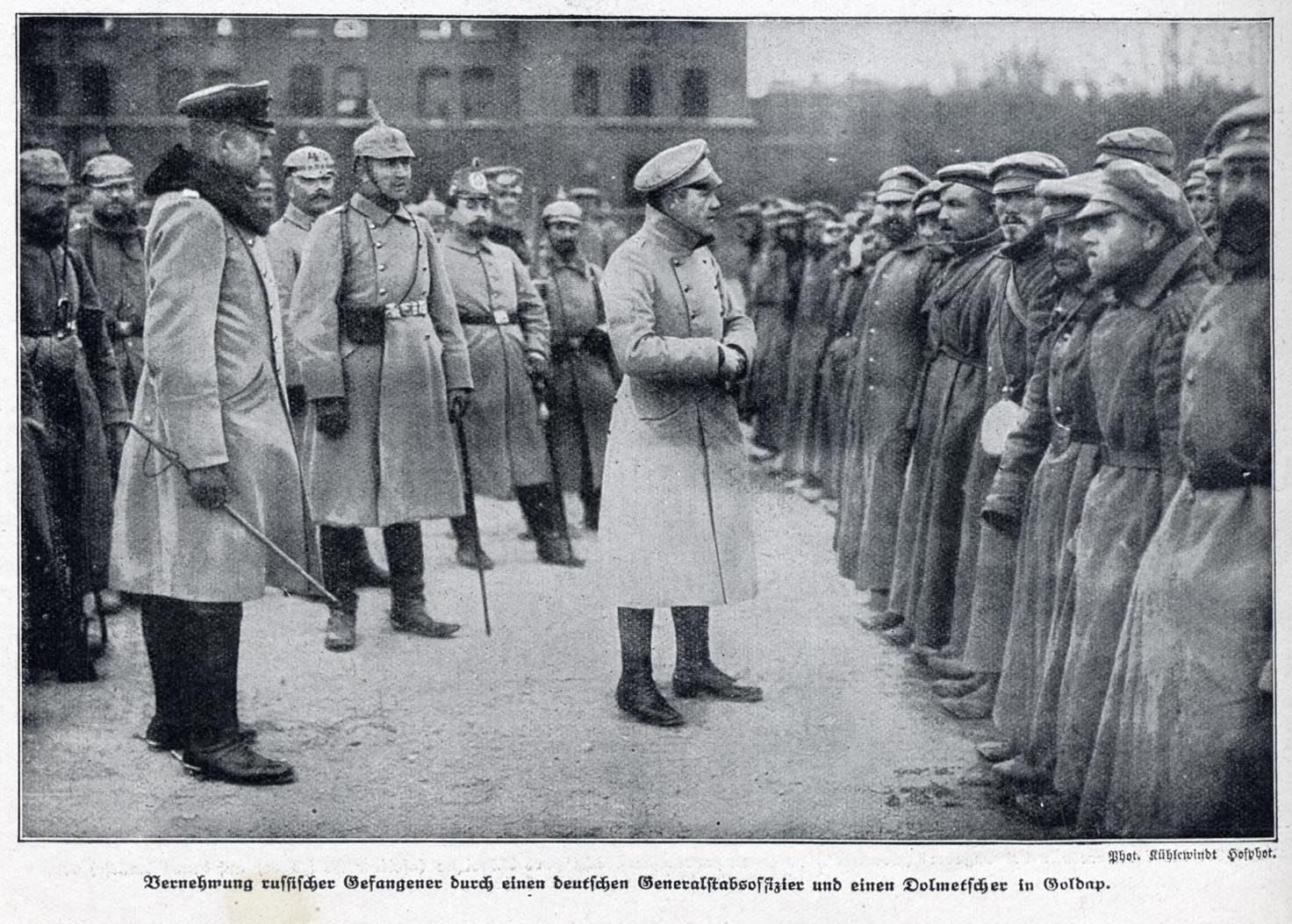
Un officier allemand interroge des prisonniers russes à Gołdap, en 1914.

La Mazurie orientale n'est peuplée qu'à partir du XVIe siècle. Gołdap est fondée en 1570 par Caspar von Nostitz et défend la frontière orientale du duché de Prusse. Gołdap est réduite en cendres par les Tatars en 1657, tandis que le bourgmestre est brûlé vif sur la place du Marché. Gołdap est incendiée à nouveau en 1694. Comme tout le reste de la Prusse, elle souffre de la peste entre 1709 et 1711. L'administration fait donc venir des colons du Brandebourg, de Poméranie, de Magdebourg, d'Halberstadt, du Palatinat et de Nassau, pour la repeupler. Il y a aussi des Suisses et des Lituaniens qui s'y installent. Enfin d'autres familles protestantes de Salzbourg, arrivent en 1732.
La ville de Gołdap devient ville de garnison, lorsqu'un régiment des Hussards noirs y est cantonné à l'époque des guerres de Silésie et ensuite. La ligne de chemin de fer Tcherniakhovsk-Gołdap-Lyck est mise en service en 1879. Elle est reliée plus tard à Węgorzewo et à Tollmingkehmen.
L'empereur Guillaume II aimait à chasser dans les environs, dans la Rominter Heide (lande de Rominten (de)). il y fait construire un pavillon de chasse dans le style norvégien et une chapelle dédiée à Saint-Hubert.
Gołdap est partiellement démolie par l'Armée impériale russe au début de la guerre de 1914-1918 et occupée. Elle est reconstruite en style néogermanique avant la fin de la guerre, puis on y construit des bâtiments en style Nouvelle Objectivité, dans les années 1920.
Pendant la Seconde Guerre mondiale se trouvait à Gołdap, plus précisément sur les bords du lac Gołdap (de), le quartier général du commandant en chef de la Luftwaffe, le Reichsmarschall Hermann Göring : quartier général connu sous le nom de Lager Robinson (de). C'est à cet endroit que, le 18 août 1943, s'est suicidé le chef d’état-major adjoint de la Luftwaffe, le Generaloberst Hans Jeschonnek, ceci à la suite d’une erreur de commandement de sa part. Jeschonnek y a aussi été enterré et sa tombe s'y trouve toujours.
Lors du raidissement inattendu de la Wehrmacht en Septembre 1944, au grand étonnement des Alliés qui envisagaient clairement la fin du conflit pour la fin de l'année après la Bataille de Normandie, une contre offensive est menée par les forces allemandes pour reprendre la ville aux forces soviétiques. A cette occasion, l'ensemble de la population y est découverte massacrée, phénomène annonciateur des traitements que subiront les populations allemandes des régions de l'Est de l'Allemagne en représailles aux exactions des forces allemandes en URSS de 1941 à 1944.
La population commence à être évacuée à partir d'octobre 1944 lorsque les bombardements anglais l'atteignent, et que le front de l'Est avance (l'Armée rouge arrive en janvier 1945).
La ville faisait partie jusqu'au printemps 1945 de la province allemande de Prusse-Orientale et était le chef-lieu de l'arrondissement de Goldap du district de Gumbinnen. La ville est gravement endommagée par l'Armée rouge qui chasse les Allemands vers l'ouest. Dans le découpage territorial qui suit la fin de la guerre, la région est attribuée à la Pologne par Joseph Staline, décision entériné par les Alliés.

## Jumelages
- Hoymille (France) depuis 1994
- Áno Sýros (Grèce)
- Giv'at Shmuel (Israël)
- Goussev (Russie)
- Stade (Allemagne)
- Šakiai (Lituanie)
- Doubna (Russie)